# Evans Cove
Die Evans Cove ist eine kleine Seitenbucht der Terra Nova Bay an der Scott-Küste des ostantarktischen Viktorialands. Sie liegt zwischen Inexpressible Island und Kap Russell. 
Die Bucht wurde von Teilnehmern der Nimrod-Expedition (1907–1909) unter der Leitung des britischen Polarforschers Ernest Shackleton entdeckt und kartografiert. Benannt ist sie nach Frederick Pryce Evans (1874–1959), dem Kapitän des Expeditionsschiffs Nimrod für die Rückführung der Expeditionsteilnehmer nach Neuseeland im Frühjahr 1909.